# Cowpunk
Il cowpunk (o anche country punk) è un genere musicale nato, tra la fine degli anni settanta e l'inizio del decennio successivo, in Inghilterra e in California e che combina l'attitudine e l'energia propulsiva del punk rock con elementi classici della tradizione country e Americana.
Secondo Sid Griffin, leader dei Long Ryders, il genere ha le sue radici nell'idea di mescolare "il folk-rock della West Coast (americana, ndr) con la sezione ritmica di una qualsiasi band punk inglese". E gli stessi look e atteggiamenti di questi artisti statunitensi, rimandano a quelli di band punk rock e psychobilly britannici.
Uno dei gruppi che per primo raccolse e fece proprio questo concetto, furono sicuramente gli X che, guidati da John Doe ed Exene Cervenka, vennero descritti dalla critica come "un amalgama impreciso di rockabilly e punk". Altra band seminale furono i Beat Farmers di Country Dick Montana secondo il quale "nonostante il nostro gruppo avesse anche un lato tenero, il punk è stato sicuramente un fattore per noi determinante".
Grazie anche ad un crescente seguito di pubblico, soprattutto nei campus universitari, queste prime band fecero da apripista al nascente combo cowpunk della West Coast americana, formato da gruppi quali The Mekons, The Blasters, Green on Red, Jason and the Scorchers, Blood on the Saddle, Los Lobos, Social Distortion, The Lazy Cowgirls, Meat Puppets, Wall of Voodoo, e gli stessi Long Ryders.
Oggi una nuova generazione di band cowpunk come i Drive-By Truckers, i McPherson Struts o gli Slim Cessna's Auto Club, mantengono lo spirito del genere in vita mentre, alcuni pionieri del cowpunk, sono ancora in attività.

## Gruppi cowpunk[5]
- Beat Farmers
- Blood on the Saddle
- Country Dick Montana
- Dash Rip Rock
- Frank Black and the Catholics
- Frontier Trust
- Ghettobillies
- Goober & the Peas
- Jason and the Scorchers
- Hank Williams III
- Meat Puppets
- Mojo Nixon
- Rubber Rodeo
- Social Distortion
- Tex and the Horseheads[6]
- The Lazy Cowgirls
- Old 97's[1]
- The Scotch Greens[7]
- Uncle Tupelo[1]